# 쿠쿠 (카리브 음식)
쿠쿠(영어: coo-coo, cou-cou) 또는 푼지(영어: fungi, fungee)는 카리브의 소앤틸리스 지역의 전통 음식이다. 콘밀(굵은 옥수수가루)과 오크라로 만드는 스왈로 또는 포리지로, 바베이도스, 앤티가 바부다 및 미국령·영국령 버진아일랜드의 국민 음식 가운데 하나로 여겨진다.

## 이름
- 리워드 제도
  - 네덜란드(사바·신트마르턴·신트외스타티위스): 푼지(fungi)
  - 미국(버진아일랜드): 푼지(fungi)
  - 세인트키츠 네비스: 푼지(fungi)
  - 앤티가 바부다: 푼지(fungee)
  - 영국(몬트세랫·버진아일랜드·앵귈라): 푼지(fungi)
  - 프랑스(과들루프·생마르탱·생바르텔레미): 푼지(fungi)
- 리워드앤틸리스 제도
  - 네덜란드(보네르·아루바·퀴라소) 푼치(funchi)
- 바베이도스: 쿠쿠(cou-cou)
- 윈드워드 제도
  - 그레나다: 쿠쿠(coo-coo)
  - 도미니카 연방: 푼지(fungi)
  - 세인트루시아: 푼지(fungee)
  - 세인트빈센트 그레나딘: 푼지(fungee)
  - 프랑스(마르티니크): 쿠쿠(cou-cou)
- 트리니다드 토바고: 쿠쿠(coo-coo)

## 만들기
잘게 썬 오크라를 끓는 물에 넣고 국물이 걸쭉해질 때까지 끓인 다음, 콘밀을 넣고 막대로 저어 가며 익힌다. 양파, 피망 등 향신채나 후추, 파프리카가루 등 향신료를 넣기도 하며, 버터를 넣어 만들기도 한다. 코코넛밀크를 넣어 만드는 경우도 있다.

## 같이 보기
- 머멀리거
- 쿠스쿠스
- 폴렌타
- 푼즈